# Ivan Fediouninski
Ivan Ivanovitch Fediouninski (russe : Иван Иванович Федюнинский), né le 30 juillet 1900 à Tugulym (près de Tioumen), dans l'Empire russe, et mort le 17 octobre 1977 à Moscou, en RSS de Russie, est un chef militaire et un Héros de l'Union soviétique.

## Biographie
Fediouninski est né dans une famille paysanne près de Tugulym dans l'Oural. Il quitte l'école du village en 1913 et commence un apprentissage chez un peintre et décorateur. Il rejoint l'Armée rouge en 1919. Il combat sur le front Ouest pendant la guerre civile russe et est blessé deux fois. Il étudie à l'école d'infanterie de Vladivostok entre 1923 et 1924 et est assigné à un régiment d'infanterie. Il sert dans l'Extrême-Orient russe de 1919 à 1940. Il combat durant le conflit sino-soviétique de 1929 et, en tant que commandant de régiment, durant la bataille de Khalkhin Gol, pour laquelle il gagne la distinction de Héros de l'Union soviétique pour sa bravoure. Il est promu commandant de division en 1940.
Il commande le 15e corps de fusiliers au sein de la 5e armée le 22 juin 1941. Après plusieurs autres commandements, dont celui de la 42e armée dans le secteur de Leningrad, il prend la tête de la 2e armée de choc juste avant la bataille de Narva. À partir de 1946, il commande, pour un temps, la 7e armée de la Garde.
Après la guerre, Fediouninski devient commandant adjoint du Groupe des forces soviétiques en Allemagne (1951-1954), commandant du district militaire du Caucase du Nord (1954-1957) et de celui du Turkestan (1957-1965). Il est promu au grade de général d'armée en 1955. Il est inspecteur et conseiller auprès du ministère soviétique de la Défense de 1965 jusqu'à sa mort en 1977. Il est également député au Soviet suprême.

## Distinctions

### Soviétiques
- Héros de l'Union soviétique
- Ordre de Lénine (4x)
- Ordre du Drapeau rouge (5x)
- Ordre de Souvorov, 1re et 2e classes
- Ordre de Koutouzov, 1re classe (2x)
- Ordre de l'Étoile rouge
- Ordre du Service pour la Patrie dans les Forces armées, 3e classe
- Médaille pour la Défense de Léningrad
- Médaille "Pour Distinction en gardant la frontière d’État de l'URSS"
- Médaille "Pour la Défense de Kiev"
- Médaille "Pour la Victoire sur l'Allemagne lors de la Grande Guerre patriotique de 1941-1945"
- Médaille "Pour la Capture de Königsberg"
- Médaille "Pour la Capture de Berlin"
- Médaille "Pour le développement des Terres Vierges"
- Médaille jubilaire "Vingt ans de la Victoire lors de la Grande Guerre patriotique de 1941-1945"
- Médaille jubilaire "Trente ans de la Victoire lors de la Grande Guerre patriotique de 1941-1945"
- Médaille "Vétéran des Forces Armées de l'URSS"
- Médaille jubilaire "XX ans des Ouvriers et Paysans de l'Armée rouge"
- Médaille jubilaire "30 ans de l'Armée et de la Marine Soviétiques"
- Médaille jubilaire "40 ans des Forces Armées de l'URSS"
- Médaille jubilaire "50 ans des Forces Armées de l'URSS"
- Médaille "En Commémoration du 250e Anniversaire de Leningrad"

### Étrangères
Mongolie
- Héros de la République populaire mongole
- Ordre de Sukhe Bator (2x)
- Ordre du Mérite militaire
- Ordre du Drapeau rouge

Pologne
- Ordre Polonia Restituta
- Croix d'or de l'Ordre militaire de Virtuti Militari
- Ordre de la Croix de Grunwald, 2e classe
- Croix de la Province d'Olshansky

République démocratique allemande
- Président de l'Étoile d'Or
- Ordre du Mérite pour la Patrie, 1re classe

République populaire de Touva
- Ordre du Drapeau rouge

Tchécoslovaquie
- Médaille "Pour le Renforcement de l'Amitié dans les Armes", 1re classe

Autres distinctions
Ivan Fediouninski est citoyen honoraire de : l'Université de Volkhov, Kinguissepp, Tallinn, Briansk, Karatchev, Homiel, Choybalsan (Mongolie), Flomberha (Pologne).

## Sources et références
- (en) Cet article est partiellement ou en totalité issu de l’article de Wikipédia en anglais intitulé « Ivan Fedyuninsky » (voir la liste des auteurs).
- John Erickson, The Road to Stalingrad (1975) & The Road to Berlin (1982).
- (ru) warheroes.ru